# Prosenella muehni
Prosenella muehni là một loài bọ cánh cứng trong họ Cerambycidae.